# Full Moon Productions
Full Moon Productions – amerykańska wytwórnia płytowa założona przez Jona "Thornsa" Jamshida w maju 1991 roku w mieście Lakeland, w stanie Floryda. W maju 2006 roku wytwórnia przeniosła swoją siedzibę do Parker w stanie Kolorado. Wytwórnia zajmowała się wydawnictwami głównie black metalowymi, death metalowymi, a także niektórymi gatunkami muzyki elektronicznej. Nakładem wytwórni ukazały się albumy m.in. takich wykonawców jak: Abruptum, Burzum, Hades, Lord Wind czy Ildjarn.
Wytwórnia oficjalnie zakończyła działalność i dystrybucję w 2012 roku, a od 2010 roku nie wydała żadnego albumu.